# Anna Svendsen
Anna Svendsen (* 25. März 1990 in Tromsø) ist eine ehemalige norwegische Skilangläuferin.

## Werdegang
Svendsen gab in Sjusjøen im Januar 2007 ihr Debüt im Scandinavian Cup, bei dem sie Platz 85 im 10-km-klassisch-Massenstartrennen und Rang 89 über 5 km Freistil belegte. Ihre ersten Punkteplatzierungen erreichte Svendsen im Januar 2012 in Nes mit Platz 28 über 10 km Freistil und Rang elf im Sprint. Kurz darauf hatte sie in Drammen ihren ersten Einsatz im Weltcup, wo sie im Sprint auf Rang 64 kam. In den Saisons 2012/13 und 2013/14 startete Svendsen auf der US Super Tour. Ihre besten Platzierungen dort erreichte sie mit Platz elf im Sprint von Bozeman im Dezember 2012 und Rang 13 ebenfalls im Sprint in Kincaid Park bei Anchorage; ihre beste Platzierung bei einem Distanzrennen war Rang 21 über 10 km klassisch im Massenstart in Bozeman. In der Saison 2014/15 trat Svendsen wieder beim Scandinavian Cup an und erreichte im Februar 2015 mit Platz acht über 10 km klassisch in Madona ihre erste Top-10-Platzierung. Einen Monat später wurde sie in Jõulumäe im Sprint wiederum Achte und startete in Oslo erneut im Weltcup. Als 41. im Sprint verpasste sie aber auch bei ihrem zweiten Einsatz die Punkteränge. Beim Scandinavian Cup in Östersund im Januar 2016 erzielte Svendsen mit Rang zwei im Sprint ihre erste Podiumsplatzierung und wurde Siebte im 20-km-Massenstartrennen in der klassischen Technik. Im März 2016 kam sie mit Platz zwei über 5 km klassisch erneut aufs Podest und belegte abschließend den 11. Platz in der Gesamtwertung. Zu Beginn der Saison 2016/17 holte sie bei der Weltcup-Minitour in Lillehammer, welche sie auf dem 25. Platz beendete, mit dem fünften Platz im Sprint ihre ersten Weltcuppunkte. Im weiteren Saisonverlauf kam sie im Weltcupeinzel viermal in die Punkteränge und errang damit den 42. Platz im Gesamtweltcup. Im Februar 2017 erreichte sie in Pyeongchang mit dem zweiten Platz zusammen mit Silje Øyre Slind ihre erste Podestplatzierung im Weltcup.
Nach Platz 51 beim Ruka Triple zu Beginn der Saison 2017/18 kam Svendsen im Scandinavian Cup viermal unter die ersten Zehn, darunter Platz zwei über 10 km klassisch in Vuokatti und erreichte damit den sechsten Platz in der Gesamtwertung des Scandinavian Cups. In der Saison 2018/19 belegte sie den 41. Platz beim Lillehammer Triple und holte im Sprint in Östersund ihren ersten Sieg im Scandinavian Cup. Zudem kam sie im Weltcupsprint zweimal unter die ersten Zehn und erreichte abschließend den 36. Platz im Gesamtweltcup und den 23. Rang im Sprintweltcup. Ende März 2019 errang sie bei den norwegischen Meisterschaften in Lygna den dritten Platz über 30 km klassisch. Beim Reistadløpet Anfang April 2019 wurde sie Dritte. In der Saison 2019/20 errang sie mit dem 25. Platz beim Ruka Triple und dem 40. Platz bei der Skitour, den 36. Platz im Gesamtweltcup und in der Saison 2020/21 den 40. Platz beim Ruka Triple. Bei den Nordischen Skiweltmeisterschaften in Oberstdorf wurde sie Siebte im Sprint.
Im April 2024 gab sie ihr Karriereende bekannt.

## Erfolge

### Siege bei Continental-Cup-Rennen
| Nr. | Datum             | Ort         | Disziplin        | Serie            |
| --- | ----------------- | ----------- | ---------------- | ---------------- |
| 1.  | 14. Dezember 2018 | Östersund   | Sprint klassisch | Scandinavian-Cup |
| 2.  | 11. Dezember 2021 | Beitostølen | Sprint klassisch | Scandinavian-Cup |
| 3.  | 14. Januar 2023   | Falun       | Sprint klassisch | Scandinavian-Cup |

### Medaillen bei nationalen Meisterschaften
- 2009: Bronze mit der Staffel
- 2019: Bronze über 30 km
- 2021: Silber im Sprint, Bronze über 5 km
- 2023: Bronze mit der Staffel
- 2024: Bronze im Sprint

## Platzierungen im Weltcup

### Weltcup-Statistik
Die Tabelle zeigt die erreichten Platzierungen im Einzelnen.
- 1.–3. Platz: Anzahl der Podiumsplatzierungen
- Top 10: Anzahl der Platzierungen unter den ersten zehn
- Punkteränge: Anzahl der Platzierungen innerhalb der Punkteränge
- Starts: Anzahl gelaufener Rennen in der jeweiligen Disziplin
- Hinweis: Bei den Distanzrennen erfolgt die Einordnung gemäß FIS.

| Platzierung               | Distanzrennen a | Distanzrennen a | Distanzrennen a | Distanzrennen a | Distanzrennen a | Skiathlon Verfolgung | Sprint | Etappen- rennen b | Gesamt | Team   | Team    |
| Platzierung               | ≤ 5 km          | ≤ 10 km         | ≤ 15 km         | ≤ 30 km         | > 30 km         | Skiathlon Verfolgung | Sprint | Etappen- rennen b | Gesamt | Sprint | Staffel |
| ------------------------- | --------------- | --------------- | --------------- | --------------- | --------------- | -------------------- | ------ | ----------------- | ------ | ------ | ------- |
| 1. Platz                  |                 |                 |                 |                 |                 |                      |        |                   |        |        |         |
| 2. Platz                  |                 |                 |                 |                 |                 |                      |        |                   |        | 1      |         |
| 3. Platz                  |                 |                 |                 |                 |                 |                      |        |                   |        |        |         |
| Top 10                    |                 |                 |                 |                 |                 | 1                    | 9      |                   | 10     | 2      | 1       |
| Punkteränge               |                 | 10              |                 | 6               |                 | 4                    | 31     | 2                 | 53     | 2      | 1       |
| Starts                    | 1               | 21              | 1               | 9               | 1               | 10                   | 43     | 7                 | 93     | 2      | 1       |
| Stand: Saisonende 2023/24 |                 |                 |                 |                 |                 |                      |        |                   |        |        |         |

### Weltcup-Gesamtplatzierungen
| Saison  | Gesamt | Gesamt | Distanz | Distanz | Sprint | Sprint |
| Saison  | Punkte | Platz  | Punkte  | Platz   | Punkte | Platz  |
| ------- | ------ | ------ | ------- | ------- | ------ | ------ |
| 2016/17 | 141    | 42.    | 53      | 48.     | 126    | 23.    |
| 2017/18 | 42     | 72.    | -       | -       | 42     | 44.    |
| 2018/19 | 179    | 36.    | 53      | 48.     | 126    | 23.    |
| 2019/20 | 173    | 36.    | 55      | 38.     | 106    | 21.    |
| 2020/21 | 17     | 87.    | 7       | 74.     | 10     | 67.    |
| 2021/22 | 60     | 62.    | 9       | 64.     | 41     | 40.    |
| 2022/23 | 405    | 47.    | 118     | 53.     | 287    | 27.    |
| 2023/24 | 267    | 57.    | 76      | 63.     | 191    | 36.    |

## Persönliches
Svendsen ist die Schwester von Sara Svendsen, die ebenfalls Skilangläuferin war.